# Dryomyzothea setinervis
Dryomyzothea setinervis är en tvåvingeart som beskrevs av Friedrich Georg Hendel 1926. Dryomyzothea setinervis ingår i släktet Dryomyzothea och familjen lövflugor.
Artens utbredningsområde är Peru. Inga underarter finns listade i Catalogue of Life.